# Joana Elisabet de Nassau-Hadamar
Joana Elisabet de Nassau-Hadamar (en alemany Johanna Elisabeth von Nassau-Hadamar) va néixer a Dillenburg (Alemanya) el 17 de gener de 1619 i va morir a Harzgerode el 2 de març de 1647. Era una noble alemanya, filla de Joan Lluís de Nassau-Hadamar (1590-1653) i d'Úrsula de Lippe (1598-1638).

## Matrimoni i fills
El 10 d'agost de 1642 es va casar a Bückeburg amb Frederic d'Anhalt-Harzgerode (1613-1670), fill de Cristià I d'Anhalt-Bernburg (1568-1630) i d'Anna de Bentheim-Tecklenburg (1579-1624). El matrimoni va tenir tres fills:
- Guillem Lluís d'Anhalt-Harzgerode (1643-1709), casat primer amb Elisabet Albertina de Solms-Laubach (1631-1693), i després amb Sofia Augusta de Nassau-Dillenburg (1666-1733).
- Anna Úrsula (1645-1647).
- Elisabet Carlota (1647-1723), casada primer amb Guillem Lluís d'Anhalt-Köthen (1638-1665), i després amb August de Schleswig-Holstein-Sonderburg-Plön (1635-1699).